# Echinogorgia spinosa
Echinogorgia spinosa är en korallart som först beskrevs av Kükenthal 1908.  Echinogorgia spinosa ingår i släktet Echinogorgia och familjen Plexauridae. Inga underarter finns listade i Catalogue of Life.